# النعمان بن مالك
النعمان بن مالك الخزرجي صحابي من الأنصار من بني غنم بن عوف من الخزرج، ويسمي النعمان بن قوقل، كان أعرجًا، شهد بدرًا واستشهد في غزوة أحد علي يد صفوان بن أمية، وقيل أبان بن سعيد بن العاص.

## نسبه
- هو النعمان بن مالك بن ثعلبة بن دَعْد بن فِهْر بن ثعلبة بن غَنْم بن عوف بن عمرو بن عوف الخزرجي.[1]
- أبيه : هو مالك بن ثعلبة وكان يسمّى قَوْقَل ، وكان يقول للخائف إذا جاءه: «قَوْقِل حيث شئت فإنّك آمن»، فسُمّي بنو غَنْم وبنو سالم كلّهم بذلك قواقلة، وكذلك هم في الديوان يُدْعَون بني قَوْقَل.[1]
- أمّه : عَمْرَة بنت زِياد بن عَمرو بن زَمْزَمَة بن عمرو بن عَمّارة بن مالك من بني غُضَيْنة من بليّ حليف لهم، وهي أخت المجذّر بن زياد.[1]

## إسلامه
أسلم مع الأنصار ، وروي عن جابر بن سمرة أن النعمان بن قوقل أتي النبي محمد ﷺ وقال : 
| النعمان بن مالك | يا رسولَ اللَّهِ ! أرأيتَ إذا صَلَّيتُ المَكتوبةَ ، وحرَّمتُ الحرامَ ، وأحلَلتُ الحلالَ ، أَأدخُلُ الجنَّةَ فقالَ النَّبيُّ ﷺ نعَم . وفي روايةٍ : ولَم أزِد على ذلك شيئًا | النعمان بن مالك |

 ، وشهد غزوة بدر ، وكان أعرجًا .

### غزوة أحد
شهد غزوة أحد ، وأثناء مشاورة الرسول أصحابه هل يخرجون من المدينة أم يتحصنوا بها أَتَاهُ النُّعْمَانُ بْنُ مَالِكٍ الأَنْصَارِيُّ ، فَقَالَ :
| النعمان بن مالك | يَا رَسُولَ اللَّهِ ، لا تَحْرِمْنِي الْجَنَّةَ ، فَوَالَّذِي بَعَثَكَ بِالْحَقِّ ، لأَدْخُلَنَّ الْجَنَّةَ ، فَقَالَ لَهُ : بِمَ ؟ قَالَ : بِأَنِّي أَشْهَدُ أَنْ لا إِلَهَ إِلا اللَّهُ ، وَأَنَّكَ رَسُولُ اللَّهِ ، وَأَنِّي لا أَفِرُّ مِنَ الزَّحْفِ ، قَالَ : صَدَقْتَ . | النعمان بن مالك |

، فَقُتِلَ يَوْمَئِذٍ، وقتله صفوان بن أمية ، وقيل أبان بن سعيد بن العاص فعن أبي هريرة قال : 
| النعمان بن مالك | أتَيْتُ رسولَ اللهِ ﷺ وهو بخَيبَرَ بعدَ ما افتَتَحوها، فقُلْتُ : يا رسولَ اللهِ، أَسهِمْ لي، فقال بعضُ بني سعيدِ بنِ العاصِ : لا تُسْهِمْ له يا رسولَ اللهِ، فقال أبو هُرَيرَةَ : هذا قاتلُ ابنِ قَوْقَلٍ، فقال ابنُ سعيدِ بنِ العاصِ : واعَجَبًا لوَبْرٍ، تَدَلَّى علينا من قَدُومِ ضَأنٍ، يَنعَى عليَّ قتلَ رجلٍ مسلمٍ، أكرَمَه اللهُ على يَدَيَّ، ولم يُهِنِّي على يَدَيْهِ . قال : فلا أَدرِي أَسهَمَ له أم لم يُسهِمْ له . | النعمان بن مالك |